# Centrální autobusové nádraží Plzeň

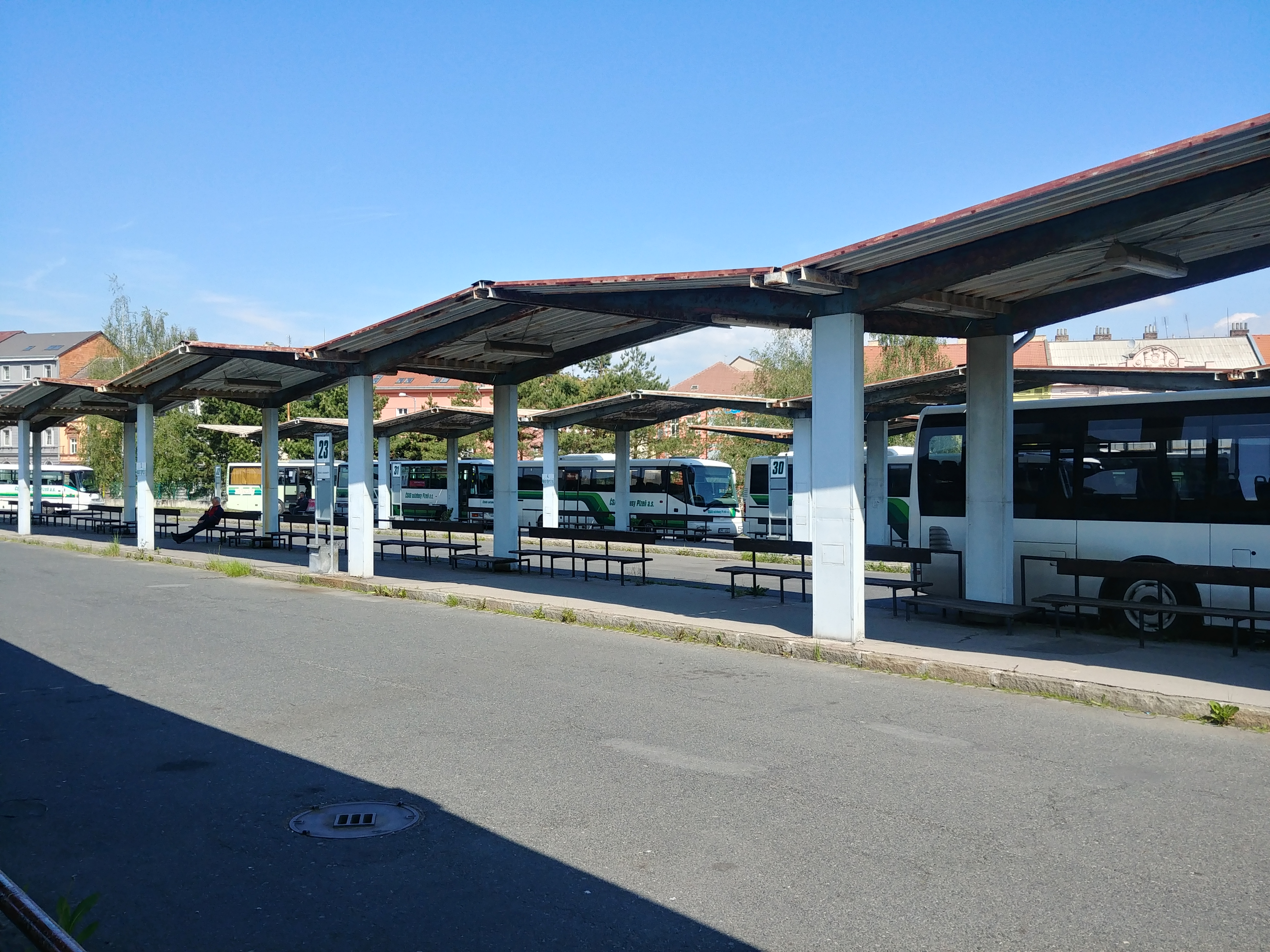
Zastřešená nástupiště

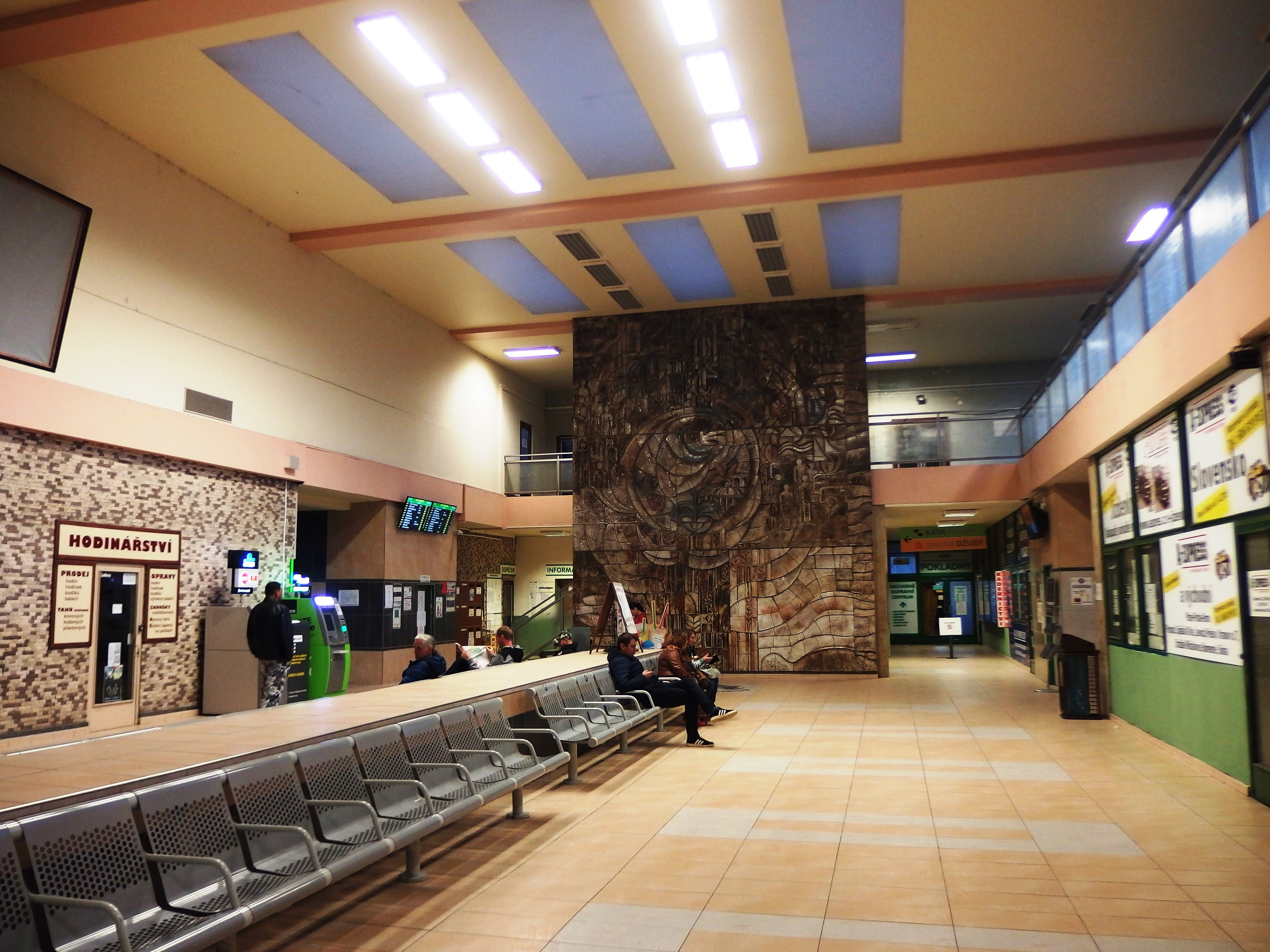
Hala v odbavovací budově

Centrální autobusové nádraží Plzeň je hlavní autobusové nádraží v Plzni, postavené v letech 1977–1986. Nachází se na západním okraji centra města, v Jižním Předměstí v obvodu Plzeň 3, u Husovy ulice, severně od náměstí Emila Škody, v klínu tvořeném ulicemi Husova a Skvrňanská, nedaleko hlavní brány průmyslového areálu Škoda. Je vzdálené necelé 2 km západně od železničního hlavního nádraží.

## Historie
Ještě v 60. letech byly příměstské i dálkové autobusové linky ukončeny na různých místech, například u Hlavního nádraží, nedaleko VII. brány Škodovky ve Skvrňanech nebo v Plachého ulici na Jižním předměstí.
Dopravní plocha nynějšího Centrálního autobusového nádraží byla vybudována v letech 1977–1979. V druhé etapě dokončené roku 1983 byla vybudována tehdy moderní odbavovací budova s komplexními službami včetně informační kanceláře ČSAD, pokladen, úschovny zavazadel, WC a stravovacích zařízení. V roce 1986 byla rozšířena odstavná plocha pro autobusy.

## Vlastnické a správní vztahy
Vlastníkem hlavní provozní plochy autobusového nádraží je dle katastru statutární město Plzeň, vlastníkem provozní budovy a pozemku pod ní společnost Z-Group a.s., tedy mateřská společnost holdingu, do nějž patří i společnost ČSAD autobusy Plzeň, která do roku 2020 byla dominantním autobusovým dopravcem v kraji. Správu Centrálního autobusového nádraží Plzeň zajišťuje společnost ČSAD autobusy Plzeň a.s., organizačně je správa CAN samostatným provozem této společnosti.

## Popis
Provozní budovy autobusového nádraží se nacházejí na severní straně Husovy ulice. Na komunikační síť je plocha autobusového nádraží napojena na západním konci, a to jak na jih do Husovy ulice, do níž ústí v kruhovém objezdu, tak na sever do Skvrňanské ulice, po níž je vedena tramvajová trať i silnice I/26. Průjezd plochou autobusového nádraží je uspořádán proti směru hodinových ručiček. Příjezdovou část tvoří komunikace severně podél provozních budov, prostor pro výstup z končících linek je vyznačen v zadní polovině hrany nástupiště, prostor pro zastavení průjezdných linek v přední polovině hrany. Na východním konci plochy navazuje otočka, z níž se komunikace větví k pěti souběžným zastřešeným nástupištím (č. 1 až 5) nebo na odstavnou plochu, která se nachází severně od nástupní plochy. Nástupiště jsou číslována čísly 1–5 ve směru od staniční budovy, nástupní stání jsou číslována postupně od 1 do 39, v rámci nástupiště ve sledu po směru jízdy, od 1. nástupiště až po 5. Na každém nástupišti je 9 až 7 odjezdových stání, nejdelší je nástupiště nejbližší provozní budově a čím vzdálenější nástupiště, tím je kratší, což je dáno šikmou polohou západního okraje plochy autobusového nádraží.
Napříč pod celým autobusovým nádražím vede podchod, který slouží jako hlavní přístupová cesta k odjezdovým stáním. Od Skrvňanské ulice je vstup do podchodu bezbariérový, protože plocha autobusového nádraží je oproti této ulici vyvýšena, přechod přes Skvrňanskou ulici a přístup na tramvajové zastávky na ní je pouze úrovňový po řízeném přechodu pro chodce. Na jižní straně podchod pokračuje pod Husovou ulicí, parkem na náměstí Emila Škody i pod Tylovou ulicí před areál Škodových závodů. Autobusové, trolejbusové a tramvajové zastávky v okolí vyústění tohoto podchodu nesou názvy podle ulic, ve kterých se nacházejí, a zároveň s odkazem na centrální autobusové nádraží, tedy CAN Skvrňanská, CAN Husova a CAN Tylova. K odjezdovým nástupištím je dále umožněn i úrovňový přístup od východu od Poděbradovy ulice, přičemž přechod přes objezdovou plochu autobusového nádraží je zabezpečen dvojicí zpomalovacích prahů, vytvářejících tak místo pro přecházení.

## Provoz
Na CAN byly soustředěny veškeré příměstské, dálkové i mezinárodní autobusové linky směřující do Plzně. Patří mezi nejvytíženější zařízení svého druhu v České republice.
Autobusové nádraží slouží pravidelné i nepravidelné autobusové dopravě, a to především dálkové a regionální. Linky MHD do areálu autobusového nádraží nezajíždějí, ale mají zastávky na komunikacích v okolí.
V květnu 2006 zveřejnilo město záměr vybudovat druhé autobusové nádraží v blízkosti vlakového. To bylo zprovozněno 9. prosince 2018 a je určeno pro spoje z Rokycan, Radnicka a části severního a jižního Plzeňska a tím odlehčilo Centrálnímu autobusovému nádraží.

## Vybavení aslužby
V roce 2007 bylo hodnoceno jako jedno z nejlépe vybavených autobusových nádraží v Česku.
V komplexu provozních budov jsou provozovány základní služby autobusového nádraží včetně prodejní kanceláře AMSBUS a dopravce ČSAD autobusy Plzeň, včetně prodeje a dobíjení Plzeňské karty a jízdenek pro plzeňsku MHD a provozu informační kanceláře. Je zde v provozu též úschovna zavazadel, veřejné toalety, jídelna a občerstvení, kadeřnictví a další služby.